# Município de Range (condado de Madison, Ohio)
O município de Range (em inglês: Range Township) é um município localizado no condado de Madison no estado estadounidense de Ohio. No ano de 2010 tinha uma população de 979 habitantes e uma densidade populacional de 7,87 pessoas por km².

## Geografia
O município de Range encontra-se localizado nas coordenadas 39° 44′ 34″ N, 83° 24′ 58″ O. Segundo o Departamento do Censo dos Estados Unidos, o município tem uma superfície total de 124.45 km², da qual 124,45 km² correspondem a terra firme e (0 %) 0 km² é água.

## Demografia
Segundo o censo de 2010, tinha 979 pessoas residindo no município de Range. A densidade populacional era de 7,87 hab./km². Dos 979 habitantes, o município de Range estava composto pelo 97,45 % brancos, o 1,43 % eram afroamericanos, o 0,2 % eram amerindios, o 0,1 % eram insulares do Pacífico, o 0,2 % eram de outras raças e o 0,61 % eram de uma mistura de raças. Do total da população o 1,63 % eram hispanos ou latinos de qualquer raça.